# High Impact
 (juillet 2020).
Albums de Yngwie Malmsteen
Angels of Love
(2009) Relentless
(2010)
High Impact est une compilation du guitariste de metal néo-classique suédois Yngwie Malmsteen, sorti en décembre 2009 sur le label Rising Force Records.
Elle regroupe des performances instrumentales du musicien depuis 1983.
L'album inclut une piste vocale et une piste bonus inédite de l'interprétation par Malmsteen de Beat It chanté par Tim « Ripper » Owens.

## Liste des titres
Toutes les chansons sont écrites et composées par Yngwie Malmsteen, sauf annotations.
| 1.    | Caprici di Diablo                    | 4:29  |
| 2.    | Brothers                             | 3:47  |
| 3.    | Blitzkrieg                           | 4:13  |
| 4.    | Trilogy Suite                        | 7:20  |
| 5.    | Red House (Jimi Hendrix)             | 4:08  |
| 6.    | Finale                               | 3:55  |
| 7.    | Magic City                           | 7:27  |
| 8.    | Arpeggios From Hell                  | 4:15  |
| 9.    | Far Beyond the Sun                   | 10:02 |
| 10.   | Cantabile                            | 2:04  |
| 11.   | Blue                                 | 4:10  |
| 12.   | Overture 1622                        | 2:43  |
| 13.   | Fugue                                | 3:37  |
| 14.   | Beat It (reprise de Michael Jackson) | 4:40  |
| 66:50 |                                      |       |